# تيكس روبرتسون
تيكس روبرتسون (بالإنجليزية: Tex Robertson)‏ هو لاعب كرة الماء أمريكي، ولد في 23 أبريل 1909 في سويتواتر في الولايات المتحدة، وتوفي في 27 أغسطس 2007 في بيرنت في الولايات المتحدة.